# 4-Hidroxibenzaldeído
4-Hidroxibenzaldeído ou p-hidroxibenzaldeído é um dos três isômeros de hidroxibenzaldeído.

## Obtenção
Pode ser produzido a partir do p-aminobenzaldeído, este através do p-nitrotolueno, pela reação de p-nitrotolueno em solução alcoólica com polissulfeto de sódio em solução alcalina misturadas, resultando no p-aminobenzaldeído, com diazotação do p-aminobenzaldeído e posterior hidrólise do diazotado produzindo o p-hidroxibenzaldeído.